# Macrostylophora pilata
Macrostylophora pilata är en loppart som först beskrevs av Jordan et Rothschild 1922.  Macrostylophora pilata ingår i släktet Macrostylophora och familjen fågelloppor. Inga underarter finns listade i Catalogue of Life.